# Fort-12
La Fort 12 (in ucraino: Форт-12) è una pistola semi-automatica a chiusura geometrica con blocco oscillante, progettata e costruita dalla RPC Fort per sostituire le pistole Makarov.

## Storia
Le prime pistole "Fort-12" furono prodotte nel 1995, dall'aprile 1995 "Fort-12N" divenne un premio consegnato dal Presidente dell'Ucraina per meriti.
Nel dicembre 1998 "Fort-12" è stata adottata come arma da fuoco per il Ministero degli Affari Interni e fino alla fine del 1998 le prime 50 pistole sono state ottenute dal Dipartimento Principale degli Affari Interni della città di Kiev. Successivamente è stato adottato come arma per l'unità "K" del servizio di sicurezza dell'Ucraina e delle guardie di sicurezza.
Nell'ottobre 2011 è stato proposto di dotare le pistole "Fort-12" di una torcia montata sulla pistola.

## Modelli Fort-12

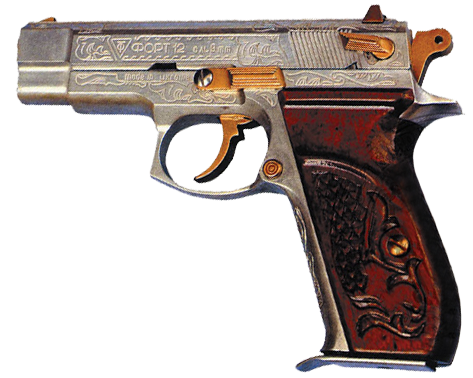
modello Fort-12N

- Fort-12 (Форт-12): primo modello, cartuccia Makarov 9 × 18 mm
- Fort-12-02 (Форт-12-02): edizione limitata (Fort-12 cromato)
- Fort-12-03 (Форт-12-03): edizione limitata (Fort-12 nichelato)
- Fort-12B (Форт-12Б): una versione soppressa del
- Fort-12 (con soppressore staccabile)
- Fort-12 CURZ (Форт-12 CURZ): secondo modello, cartuccia 9x17mm (.380 ACP)[4]
- Fort-12N (Форт-12Н): consegnato dal Presidente dell'Ucraina come un premio statale dell'Ucraina (dal 2000), prodotto in qualità di rappresentazione (con cornice argentata, intarsi e incisioni dorati)
- Sokol (Сокол): Pistola sportiva IPSC con compensatore di rinculo, cartuccia Makarov 9 × 18 mm.
- Fort-12G (Форт-12Г): Pistola a gas non letale da 9 mm[5]. L'uso di pistole a gas in Ucraina è consentito alla popolazione civile
- Fort-12R (Форт-12Р): Pistola a gas non letale da 9 mm con la capacità di sparare munizioni con proiettili di gomma. Cartuccia PA da 9 mm[6] con caricatore a scatola rotonda da 12 o 13.
- Fort-12RM (Форт-12РМ): Pistola a gas non letale con la capacità di sparare munizioni con proiettili di gomma[7]. Caricatore a 13 scatole rotonde. In produzione dal 2011
- Fort-12T (Форт-12Т): pistola a gas non letale con la capacità di sparare munizioni con proiettili di gomma[8]. Caricatore a scatola tonda da 12 o 13
- Fort-12TM (Форт-12ТМ) : pistola a gas non letale con la capacità di sparare munizioni con proiettili di gomma. Caricatore da 10 scatole rotonde

## Utilizzatori
Bielorussia
pistole Fort-12N
 RP di Doneck
- Repubblica Popolare di Doneck

Fort-12 – almeno, diverse pistole
 Georgia
dopo la "rivoluzione arancione" almeno per i funzionari georgiani pistole Fort-12N
 Kazakistan
Fort-12T, Fort-12TM, Fort-12R e Fort-12RM sono ammessi per le guardie di sicurezza private
 Kuwait
 Polonia
pistola Fort-12N 
 Russia
Diverse pistole dall'annessione della Crimea da parte della Federazione Russa nel 2014. In Crimea, l'unità "Berkut" di Simferopoli era armata con diverse pistole Fort-12 dall'ottobre 1999. Dal 2008 sono stati venduti sul mercato civile come arma di autodifesa non letale. Dal 1º luglio 2011 l'importazione di armi non letali per l'autodifesa è vietata. Dall'agosto 2014 l'Ucraina ha vietato l'esportazione di armi e prodotti militari in Russia (inclusi caricatori e altri pezzi di ricambio venduti in precedenza pistole Fort-12T)
 Ucraina
Attualmente, Fort 12 è usata dalla Polizia Nazionale dell'Ucraina e alle forze di sicurezza, ma sta solo integrando i PM Makarov in servizio. Nel 2000 Fort-12R è stato adottato come arma di autodifesa non letale per il servizio doganale. Nel 2002 il Ministero degli Affari Interni ha adottato Fort-12R come arma di autodifesa non letale per la milizia. Successivamente Fort-12R è stato adottato come arma di autodifesa non letale per il servizio di Guardia di frontiera dell'Ucraina. Inoltre, Fort-12R e Fort-12RM sono ammessi per le guardie di sicurezza private.
 Uzbekistan
nell'ottobre 2000 è stato firmato un accordo sulla consegna di un lotto di pistole Fort-12 in Uzbekistan

## Galleria d'immagini

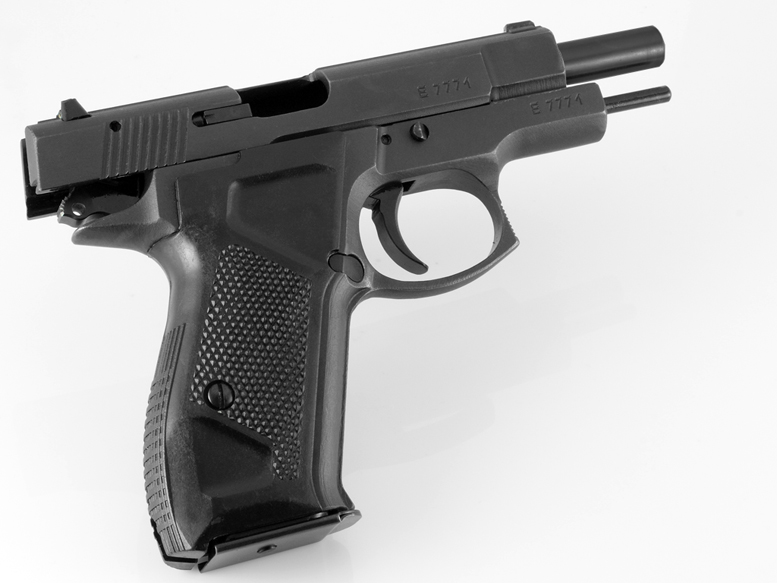
Fort-12
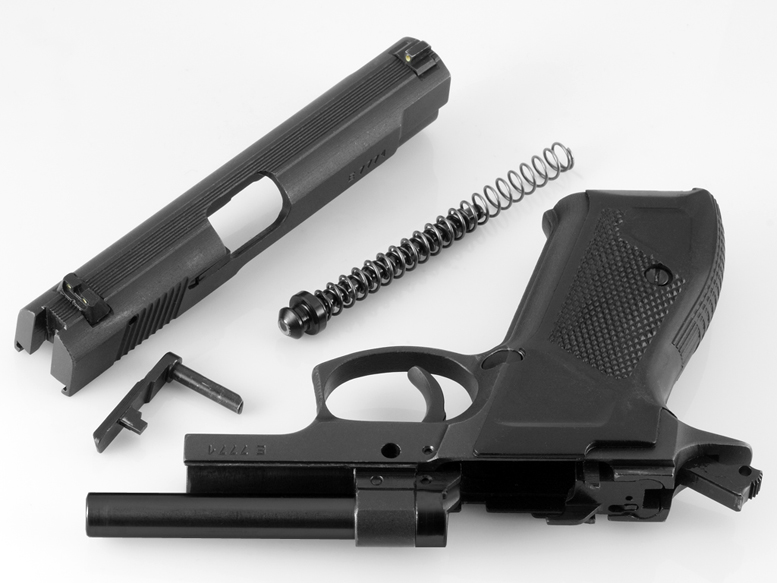
Fort-12 disassemblata
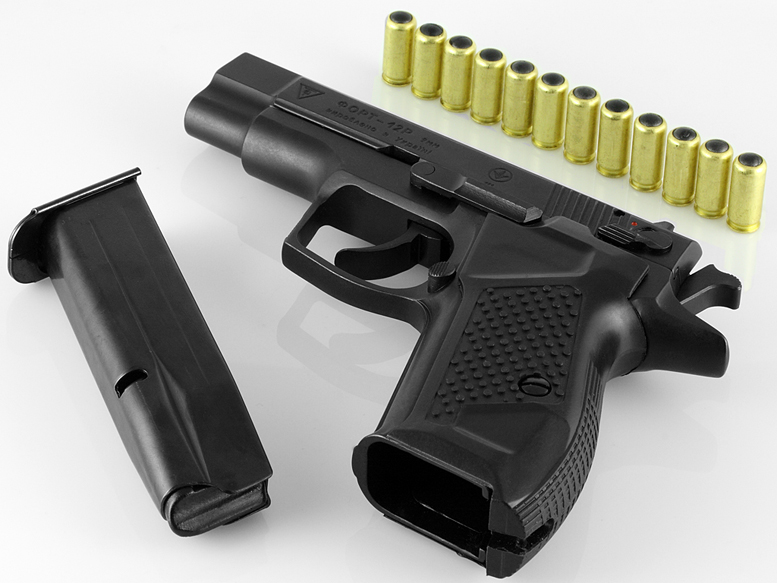
Fort-12R